# Усья (приток Северной Сосьвы)
Усья (устар. Усь-Я) — река в России, протекает в Ханты-Мансийском автономном округе. Устье реки находится в 209 км по левому берегу реки Северной Сосьвы. Длина реки — 64 км, площадь её водосборного бассейна − 672 км².

## Притоки
- Маньхулюм (лв)
- Мань-Ярысь (лв)
- 32 км: Нярпысья (лв)
- 41 км: Турынъя (лв)
- 44 км: Яныг-Нанкатья (лв)

## Данные водного реестра
По данным государственного водного реестра России относится к Нижнеобскому бассейновому округу, водохозяйственный участок реки — Северная Сосьва, речной подбассейн реки — Северная Сосьва. Речной бассейн реки — (Нижняя) Обь от впадения Иртыша.
Код объекта в государственном водном реестре — 15020200112115300028077.